# Little T&A
«Little T&A» es una canción compuesta por Mick Jagger y Keith Richards para la banda inglesa de rock The Rolling Stones, está incluido en el disco Tattoo You de 1981 y es la lado B del segundo sencillo «Waiting on a Friend».

## Historia
La canción fue grabada en principio durante las sesiones del disco Emotional Rescue en los estudios Compass Point en Nasáu, Bahamas, en el año 1979, sin embargo decidieron no incluirla en el mismo; se comenzó a trabajar sobre ella nuevamente en abril-junio de 1981 para ser agregada finalmente a la lista de canciones del Tattoo You.
La canción es interpretada por el guitarrista de la banda Keith Richards; él mismo diría en una entrevista en el año 1981 lo siguiente: “esa canción se trata de cada buen momento que he tenido con alguien que he conocido por una noche o dos y nunca volví a ver”.
El sonido de guitarra de la canción está influenciado por el rockabilly.
«Little T&A» fue interpretada en vivo por la banda en el American Tour 1981, y Richards lo restituyó al setlist de la banda durante A Bigger Bang Tour. Como es evidente en muchos bootleg, la canción se tocó con frecuencia en las giras solistas de Richards de 1988 y 1992 con los X-Pensive Winos presentado Talk Is Cheap y Main Offender respectivamente. 
La canción formó parte de la banda sonora de la película Argo (2012), que ganó el Premio de la Academia de Mejor Película en 2013. La inclusión de la canción es un error cronológico, ya que la película se estableció en 1979-1980, que es anterior a la grabación.

## Personal
Acreditados:
- Keith Richards: voz, guitarra eléctrica, palmas.
- Mick Jagger: coros, palmas.
- Charlie Watts: batería, palmas.
- Bill Wyman: bajo, palmas.
- Ron Wood: guitarra eléctrica, palmas, coros.
- Ian Stewart: piano.